# GRB 080913
GRB 080913 – rozbłysk gamma zarejestrowany 13 września 2008 przez satelitę Swift w konstelacji Erydanu, był wtedy najodleglejszym zarejestrowanym rozbłyskiem gamma.
Rozbłysk miał miejsce w odległości około 12,8 mld lat świetlnych od Ziemi, co oznacza, że wydarzył się mniej niż 825 mln lat po Wielkim Wybuchu. Podejrzewa się, że zaobserwowany wybuch był spowodowany zapadnięciem się ogromnej gwiazdy do czarnej dziury.